# Bab's Burglar
Bab's Burglar er en amerikansk stumfilm fra 1917 af J. Searle Dawley.

## Medvirkende
- Marguerite Clark som Bab Archibald
- Leone Morgan som Jane Raleigh
- Richard Barthelmess som Tommy Gray
- Frank Losee som Mr. Archibald
- Isabel O'Madigan som Mrs. Archibald